# エル・トポ
『エル・トポ』（El Topo）は、1970年のメキシコ映画。監督・主演はアレハンドロ・ホドロフスキー。タイトルはモグラの意。

## あらすじ

### プロローグ
一人息子とともに旅をしていたガンマン、エルトポは住人が虐殺された町に差し掛かる。荒野の決闘で盗賊達の居場所を聞き出したエルトポは、彼らに占拠されていた修道院に奇襲をかける。

### 創世記
「俺は神だ」。盗賊首領の大佐との決闘に勝利し、修道院を解放したエルトポは再び旅に出ようとする。しかし大佐の慰みものだった女の願いで息子を捨て、今度はその女との二人旅となったエルトポ。しばらくは蜜月の旅が続くが、愛の証拠に砂漠にいる四人のマスターガンマンを殺せと言われ、最強を探索する旅が始まる。
一人目の達人は両腕のないフリークスの男と両足のないフリークスの男の二人一組の従者を従えた盲目のヨガ行者である。無の境地に達した達人は弾丸を心の空白に導くことで打たれても死ぬことがないという。エルトポは戦えば負けると感じるが、決闘場に落とし穴を仕掛け騙まし討ちで勝利を収め、達人の仇を討とうと襲い掛かって来た従者を恋人と協力して返り討ちにするのであった。
旅の途上二人目を知っているという女が現れ、彼女の案内で三人はその場所へ向かう。
二人目の達人は自己喪失を極め、いかなる精密作業でも失敗することのないガンマンである。早撃ちで彼を凌ぐものはいない。だがエルトポは達人が異常なまでのマザコンである事を知ると、隙を突いて達人の母を襲って怪我をさせ、動揺した達人を後ろから撃ち殺す。

### 預言者たち
女に嫉妬をあらわにし、鞭を片手に決闘を申し立てた恋人だったが、逆に鞭で打ちのめされてしまう。だが女は相手の傷口をエロチックになでるのだった。
三人目の達人は抜き撃ちの達人であるうさぎと音楽をこよなく愛する完全者である。人の心を読む超能力を持ち、銃には弾は一発しか込めず、いかなる相手をもその一発で心臓を射抜いて仕留める腕を持つ。しかしエルトポは胸に鉄板を仕込むことで完全者を討ち果たす。完全すぎても失敗するのだ。
旅に同行する女はエルトポではなく、その恋人を誘い奇妙な三角関係が生まれる。一方エルトポの心には疑念が生まれ始めていた。卑怯な手で達人を倒していくことに意味はあるのか？
四人目の達人はもはやガンマンではない。仙人のような風貌で何も持たず、自然と一体化した達人は銃などなくても素手で殴りかかっても無邪気な子供みたいに笑いながらヒラリとかわし、銃で撃ったら虫取り網で相手の弾丸を打ち返すことができるのである。わしを倒しても何も得るものはないという達人は、ただ達人の命を頂戴に来たと言うエルトポに命には何の価値も無い事と決闘の無意味さ、そして全ては無である事を悟らせる為にエルトポが持っていた銃を手に取り、それでエルトポの目の前で自らの命を捨てて見せ、エルトポは自分の破壊してきたものに打ちのめされる。
エルトポは銃を捨てた。神に見放され、そして恋人にも裏切られたエルトポは全てを失い、長い眠りにつくのだった。主へ正義の祈りを願いながら。

### 詩篇
眠りから覚めたエルトポは自分がフリークスたちの村で神として崇められていることを知る。彼らは洞窟に閉じ込められ、社会から見捨てられた生活を送っていた。生まれ変わったエルトポは洞窟にトンネルを作り、途絶した村を救おうと決意する。
聖者のような姿のエルトポは、長年自分の世話をしてきたという女と町に下り、退廃と偽りに満ちた下界で芸をして資金を集め始めた。

### 啓示
芸での成り行きで女と結ばれたエルトポは、彼女と結婚式を挙げようとする。だが訪れた教会で見たのは、かつて自分が捨てた息子の成長した姿だった。復讐しようとする息子に、トンネルができるまで待ってくれと頼むエルトポ。息子は監視の為に同行し、女がエルトポの子を妊娠したのが判明し、作業に支障が出る程お腹が大きくなった以降は時には資金集めを手伝うようになる。
やがてトンネルが完成するが、「師は殺せない」と息子は復讐を果たすことはなかった。エルトポはもはやかつてのエルトポではないのだ。
しかし、フリークスたちが下界に下りたとき悲劇が起きる。エルトポの制止を聞かずなだれ込んだ異形達を町は受け入れなかった。彼らは皆殺しにされてしまう。エルトポは怒りにまかせ、町の住人に蜂の巣にされながらも彼らを全員撃ち殺し、自らは焼身自殺して果てるのだった。後には息子と女、そして女が産み落としたエルトポの血を継ぐ赤ん坊が残された。残された者達の旅は続く。そして物語はミツバチの群れがエルトポの墓を覆い隠す程群がり、巣を作っている映像で幕を下ろす。